# Miénk a világ
A Miénk a világ (eredeti cím: We Are Your Friends) 2015-ben bemutatott amerikai–brit–francia zenés filmdráma, melyet elsőfilmes rendezőként Max Joseph rendezett. A főbb szerepekben Zac Efron, Emily Ratajkowski és Wes Bentley látható.
Az Amerikai Egyesült Államokban 2015. augusztus 28-án került mozikba a Warner Bros. forgalmazásában. Magyarországon a szinkronos változatot szeptember 3-án mutatta be a Freeman Film. Általánosságban vegyes kritikai visszajelzéseket kapott.

## Cselekmény
Cole (Zac Efron) 23 éves, feltörekvő DJ, mindenáron be akar kerülni a hollywoodi elektronikus zenei életbe. Mivel arról álmodik, hogy nagy lemezlovas lesz, éjszakánként egy olyan számon dolgozik, amely megismertetheti őt a világgal. Minden megváltozik, amikor egy idősebb DJ, James (Wes Bentley) elkezdi mentorálni őt. Cole váratlanul kapcsolatba kerül James barátnőjével (Emily Ratajkowski), ami káoszba dönti a fiú világát. Ezután Cole kénytelen nehéz döntéseket hozni a szerelemről, a hűségről és a jövőjéről.  Hamarosan elveszíti egyik legjobb barátját, aki túlzott drogfogyasztás miatt meghal, ekkor megváltozik az élete és csak egy valami számít neki; hogy kitörjön a középszerűségből.

## Szereplők
| Színész           | Szerep        | Magyar hang        |
| ----------------- | ------------- | ------------------ |
| Zac Efron         | Cole Carter   | Markovics Tamás    |
| Emily Ratajkowski | Sophie        | Bogdányi Titanilla |
| Shiloh Fernandez  | Ollie         | Előd Álmos         |
| Alex Shaffer      | Squirrel      | Szalay Csongor     |
| Jonny Weston      | Dustin Mason  | Baráth István      |
| Wes Bentley       | James Reed    | Varga Gábor        |
| Jon Bernthal      | Paige Morrell | Sarádi Zsolt       |
| Brittany Furlan   | Sara          | Lamboni Anna       |
| Jon Abrahams      | Nicky         | Bartucz Attila     |
| Alicia Coppola    | Tanya Romero  | Agócs Judit        |

## A film készítése
A forgatás 2014. augusztus 14-én kezdődött San Fernando Valley-ben.

## Fogadtatás
A film vegyes kritikákat kapott. A Metacritic oldalán az értékelése 46% a 100-ból, ami 32 véleményen alapul. A Rotten Tomatoeson a Miénk a világ 40%-os minősítést kapott, 121 értékelés alapján.